# 道清铁路

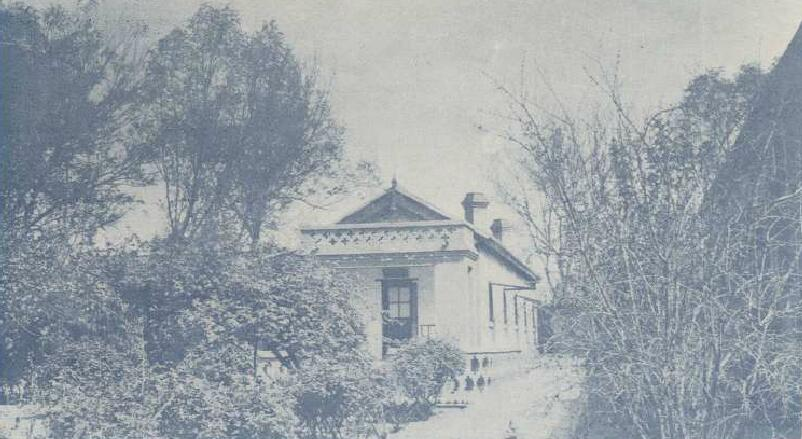
1934-1《铁展》中的道清铁路局

道清铁路是今河南省豫北的一条铁路。跨浚县、滑县、汲县、新乡、获嘉、修武、河内等7县，长150公里。1907年建成。
新月铁路的前身

## 历史
1897年3月英商福公司（The Peking Syndicate）通过山西巡抚胡聘之、河南巡抚刘鄂取得山西泽州、潞安等府和河南“怀庆左右、黄河以南、以西诸山”各矿的矿山专属开采权60年。1902年，福公司以“开矿不可不建铁路”，与清政府签订《矿务合同》，于当年开始修筑运煤铁路专线道泽铁路。道清铁路1907年3月3日正式营运。全长150余公里。设清化、柏山、老君庙、李封、焦作、待王、修武、狮子营、获嘉、大召营、游家坟、新乡、白露、汲县、李源屯、柳卫、王庄、道口、三里湾等20个车站。
1938年，国民政府炸毁了平汉铁路黄河大桥及花园口黄河大堤，日军拆毁道清铁路新乡以东路段，枕木铁轨用于新建新乡到开封的新开铁路，以连接北平汉铁路与东陇海铁路。1939年5月5日通车后，焦作煤炭经新开铁路运连云港下海。
新开铁路于1945年9月改名为新汴铁路。1947年3月15日，黄河归故后新开铁路被国民政府拆除。 